# 夏峰いろは
夏峰 いろは（なつみね いろは）は、日本の女性声優。主にアダルトゲームに声をあてている。
別名義に「倉田ありあ」がある。

## 人物
『恋がさくころ桜どき さくらじ』内での自分専用挨拶は「いろりんぱ」。

## 出演
太字は主役・メインキャラクター。

### アダルトゲーム
2010年代
- 流星のアーカディア（2012年、矢嶋さとり）
- Magical Charming!（2013年、白神姫百合）
- ひめごとユニオン（2013年、因幡はねる）
- 恋がさくころ桜どき（2014年、神鳳杏）
- ひめごとユニオン もーっとH！〜巻ノ二 桐島夕輝のマシュマロライフ〜（2014年、因幡はねる）
- 恋想リレーション（2015年、千石唯華）
- 枯れない世界と終わる花（2016年、コトセ）
- 抜きゲーみたいな島に住んでる貧乳はどうすりゃいいですか?（2018年 - 2019年、女部田郁子）- 2作品、倉田ありあ名義
  - 抜きゲーみたいな島に住んでる貧乳はどうすりゃいいですか？2 スス子アペンド（2020年、女部田郁子）

2020年代
- 同級生リメイク（2021年、芹沢よしこ）
- コイ×ミツ～八重練紗祈と赤い糸の王子様～（2021年、八重練紗祈）
- コイ×ミツ～千葉静玖とサボテンの手紙～（2021年、八重練紗祈）
- コイ×ミツ～絹織双鳩とお菓子の国の約束～（2021年、八重練紗祈）
- 電脳天使ジブリール（2021年、ダギエル）- 倉田ありあ名義
- 天結いラビリンスマイスター（2021年、アンベル・ロキ）
- 創作彼女の恋愛公式（2021年、月見坂桐葉）
- 君の隣で過ごす夏（七日）- 同人作品
- フタマタ恋愛（2022年、御子柴瑠衣）
  - フタマタ恋愛 結愛＆煌 ミニアフターストーリー（2022年、御子柴瑠衣）

- 夕凪荘のS級の彼女たち（2022年、宍戸愛香）- 倉田ありあ名義
- 八剱伝（2023年、木曾燕）
- シークレットラブ (仮)（赤塚 ハル）
- シークレットラブ(仮) 純愛アフターストーリー（2025年、赤塚 ハル）
- のーぶる♡バトラー（2025年、メルティ・フルール・レニスフィア）

### 一般向ゲーム
- 恋がさくころ桜どき（2019年、神鳳杏[17]）- PS4版
- 同級生リメイク（2022年、芹沢よしこ）- Steam版
- コイ×ミツ～八重練紗祈と赤い糸の王子様～（2022年、八重練紗祈）- NS版
- コイ×ミツ～千葉静玖とサボテンの手紙～（2022年、八重練紗祈）- NS版
- コイ×ミツ～絹織双鳩とお菓子の国の約束～（2022年、八重練紗祈）- NS版
- 同級生リメイクCSver（芹沢 よしこ）[18]

### オンラインゲーム
- ミナシゴノシゴト（2021年、スルト・レーギャルン[19][20]）- 倉田ありあ名義

### ドラマCD
- 包柔温室（2013年、雲雀丘歩）- オーディオドラマDVD付き
- 処女恋「隣の三姉妹」（2013年、水元涼音）- オーディオドラマDVD付き
- ひめごとユニオン ドラマCD「星見捕り物帳・天の巻」（2014年、因幡はねる[21]）
- ドラマCD エビバデあそ部∞（2020年、丸岡りく）- 美少女DVD-ROMマガジン『TECH GIAN』10月号付録、シナリオも担当。
- ぬきたし-陸拾玖物語-（2021年、女部田郁子、女部田順子）

### 音声作品
- 秋のキャンプ場で出会った、まだ誰かのものな君 ―松崎静香―（2020年、松崎静香[22]）- 全年齢作品
- 女子高生、妻だったいつかの私と、これからの私 ー松崎静香ー（2021年、松崎静香[23]）- 全年齢作品
- 照れ屋なお姉さんにエッチに遊ばれよう！（2021年、花巻澄華[24]）
- 照れ屋なお姉さんと一緒にエッチしよ？（2021年、花巻澄華[25]）
- 強制自慰治療～あなたの異常性欲修正します～（2021年、花巻澄華）
- キケンな快楽〜ヤンデレ後輩に愛され密着子作りで堕ちていく〜（2021年、月下香奈）
- 3姉妹シェアハウス 大家さんは共用部に含まれます！（2021年、タカネ）
- わたしのせんぱい監禁日記（2021年、しの）
- 最期に私を抱いてください〜愛を知らない少女と過ごす一夜〜（2022年、薊玲愛）
- 新居に住み着いていたロリカワ幽霊ちゃんとドスケベライフ‼いちゃラブエッチで搾り取られる（2022年、犬山初花）
- その催眠アプリはパチモンです！（2022年、ナギ）
- キスハメえっちでイキまくる 勝ち気なボクっ娘幼なじみ（2022年、蔓見ひびき）

### ラジオ
※はインターネット配信。
- 恋がさくころ桜どき さくらじ（2013年 - 2014年、音泉※）
- いろはと未央の枯れない世界と終わるラジオ（2016年、音泉※）[26]
- 夏峰いろはの のんびりしゃべりんぱ（2020年 - 、本人のYouTubeチャンネル※）

#### ラジオCD
- ラジオCD「恋がさくころ桜どき さくらじ」Vol.1 - 4（2014年 - 2015年）
- ラジオCD『ほめられてのびるらじおZ』Vol.8、10 - 13、16、23、32（2013年 - 2018年）
- ＜音泉＞スペシャルCD 2013冬（2013年12月）
- 恋がさくころ桜どき さくらじ ほめられてのびるらじおZ 特別編（2014年6月27日）
- ほめられてのびるらじお 恋がさくころ桜どき さくらじZ 1 - 2（2014年）
- ＜音泉＞スペシャルCD 2014夏（2014年8月）
- ＜音泉＞スペシャルCD 2015夏（2015年8月）
- ラジオCD「いろはと未央の枯れない世界と終わるラジオ」（2016年12月31日）
- ほめられてのびるらじおZ 出張版 ホメトーーク（2017年4月26日）

### 音声DVD
- 祝・<音泉>10周年 輝け！オールスターゲーム声優大集合スペシャル〜今夜は寝かさnight〜（2014年8月15日）
- 第2回 輝け！オールスターゲーム声優大集合スペシャル〜東西対抗！！天下ワレメの大合戦！！〜 DVDグッズセット（2015年8月16日）

## ディスコグラフィ

### キャラクターソング
| 発売日        | 商品名                                                                   | 歌 | 楽曲                 | 備考                                                                        |
| ------------- | ------------------------------------------------------------------------ | --- | -------------------- | --------------------------------------------------------------------------- |
| 2014年6月27日 | 恋がさくころ桜どき キャラクターソングアルバム                            | 神鳳杏（夏峰いろは）                                                                                             | 「Love Magic!」      | PCゲーム『恋がさくころ桜どき』関連曲                                        |
| 2014年8月15日 | 恋がさくころ桜どき ORIGINAL SOUND TRACK                                  | 神鳳杏（夏峰いろは）、一ノ瀬美桜（綾部結花）、月嶋夕莉（近衛夜空）、浅葉こなみ（上原あおい）、ティナ（咲智ゆん） | 「恋風ひらり」       | PCゲーム『恋がさくころ桜どき』エンディングテーマ                            |
| 2015年8月14日 | 恋がさくころ桜どき VOCAL COLLECTION                                      | 神鳳杏（夏峰いろは）                                                                                             | 「恋風ひらり 杏Ver」 | PCゲーム『恋がさくころ桜どき』関連曲                                        |
| 2020年6月26日 | ぬきたし2 OST「抜きゲーみたいな島に流れる音楽はどうすりゃいいですか？2」 | 女部田郁子（倉田ありあ）                                                                                         | 「レッツロール!!」   | PCゲーム『抜きゲーみたいな島に住んでる貧乳はどうすりゃいいですか？2』関連曲 |